# Càncer de ronyó
El càncer de ronyó o càncer renal, és un tipus de càncer que comença en les cèl·lules en el ronyó.
Els dos tipus més comuns de càncer de ronyó són el carcinoma de cèl·lules renals (CCR) i el carcinoma de cèl·lules transicionals (CCT, també conegut com a carcinoma urotelial) de la pelvis renal. Aquests noms reflecteixen el tipus de cèl·lula de la qual es va desenvolupar el càncer.
Els diferents tipus de càncer de ronyó (com ara el CCR i el CCT) es desenvolupen en diferents maneres, el que significa que les malalties tenen diferents resultats a llarg termini, i tenen un estadiatge i un tractament diferents. El CCR és responsable d'aproximadament el 80% dels càncers renals primaris, i el CCT representa la majoria de la resta.
Junt amb el d'urèter, a Girona, la incidència percentual sobre el total de càncers és del 3,2%; per a homes al voltant del 3,5%.
A Catalunya, té una taxa de supervivència a cinc anys per a homes al voltant del 63% i per a dones al voltant del 68%. I als Estats Units és del 73%. Per als càncers que estan confinades en el ronyó, la taxa de supervivència als cinc anys és del 92%, si s'ha disseminat als ganglis limfàtics circumdants és del 65%, i si ha fet metàstasi és del 12%. Junt amb el càncer de vies urinàries (exclosa bufeta), a Catalunya, les taxes de mortalitat (x 100.000 hab.; i en % sobre el total de càncers per sexe; estandarditzades segons sexe, 2018) són: 2,67 dones; 9,41 homes; 5,63 total; 2,38% en dones; 3,99% en homes.